# Kinyongia gyrolepis
Espèce
Statut de conservation UICN

 DD  : Données insuffisantes
Kinyongia gyrolepis est une espèce de sauriens de la famille des Chamaeleonidae.

## Répartition
| Localisation de la République démocratique du Congo dans le Monde |

| Localisation de la République démocratique du Congo dans le Monde |

Cette espèce est endémique du district de l'Ituri en République démocratique du Congo. Elle se rencontre sur le plateau Lendu.

## Publication originale
- Greenbaum, Tolley, Joma & Kusamba, 2012 : A New Species of Chameleon (Sauria: Chamaeleonidae: Kinyongia) from the Northern Albertine Rift, Central Africa. Herpetologica, vol. 68, n. 1, p. 60-75.